# Pierre Mongazon
Pour les articles homonymes, voir Mongazon.
Pierre Jacques Mongazon, dit Brise-Bleu (° 15 avril 1773, L'Huisserie - 22 avril 1820, Laval), fut un chef chouan de la Mayenne durant la Révolution française dans la région de Laval.

## Biographie
Pierre Jacques Mongazon, fils de René Mongazon, tailleur d'habits et d'Anne Brilliet, naît à L'Huisserie le 15 avril 1773. Il  se marie le 21 novembre 1796 à L'Huisserie avec Rose Jeanne Margottin.
Il suit d'abord l'armée Vendéenne en 1793 et entre dans la chouannerie en prenant les armes en 1794. Comme chouan de la division de Jambe d'Argent, il recrute des jeunes gens de L'Huisserie pour le rassemblement du 6 avril 1794, à la Bataille de la Châtaigneraie de la Bodinière à Nuillé-sur-Vicoin. Il prend part le 13 avril 1794 à l'attaque de poste d'Ahuillé). Blessé grièvement lors de cette attaque, il est secouru par Jambe-d'Argent lors de sa retraite. Présent au conseil du 22 avril 1794 à Montchevrier, il devient officier de Jambe d'Argent.
Capitaine des chouans de L'Huisserie, en 1795, il est missionné par Jambe d'Argent pour conduire de Laval à Quelaines, deux commissaires républicains chargés de négocier du grain pour la ville de Laval. Il obtient un sauve-conduit pour pénétrer dans Laval. Laboureur à la Paignerie, en février 1796, il met en fuite en avril 1796 l'agent national de L'Huisserie avec sa compagnie.

## Sources et bibliographie
- Sa description physique est détaillée dans les Souvenirs de la Chouannerie de Jacques Duchemin des Cepeaux, 1855, p. 462. ;
- Dictionnaire des chouans de la Mayenne, de Hubert La Marle, Association du souvenir de la chouannerie mayennaise, imp. de la manutention, Éditions régionales de l'Ouest, Mayenne, 2005